# Bartošova Lehôtka
Bartošova Lehôtka é um município da Eslováquia localizado no distrito de Žiar nad Hronom, região de Banská Bystrica.

## Demografia
| Ano:        | 1994 | 2004   | 2014   | 2024    |
| ----------- | ---- | ------ | ------ | ------- |
| Broj ljudi: | 410  | 410    | 384    | 345     |
| Razlika:    |      | +1,42% | -6,34% | -10,15% |

| Ano:               | 2023 | 2024   |
| ------------------ | ---- | ------ |
| Número de pessoas: | 350  | 345    |
| Diferença:         |      | -1,42% |